# بوب مينديز
بوب مينديز هو كاتب سيناريو وكاتب مسرحي ومترجم وكاتب وشاعر بلجيكي، ولد في 15 مايو 1928.